# Leptocerus anchises
Leptocerus anchises är en nattsländeart som beskrevs av Malicky 1997. Leptocerus anchises ingår i släktet Leptocerus och familjen långhornssländor. Inga underarter finns listade i Catalogue of Life.